# Packaretorgsviken

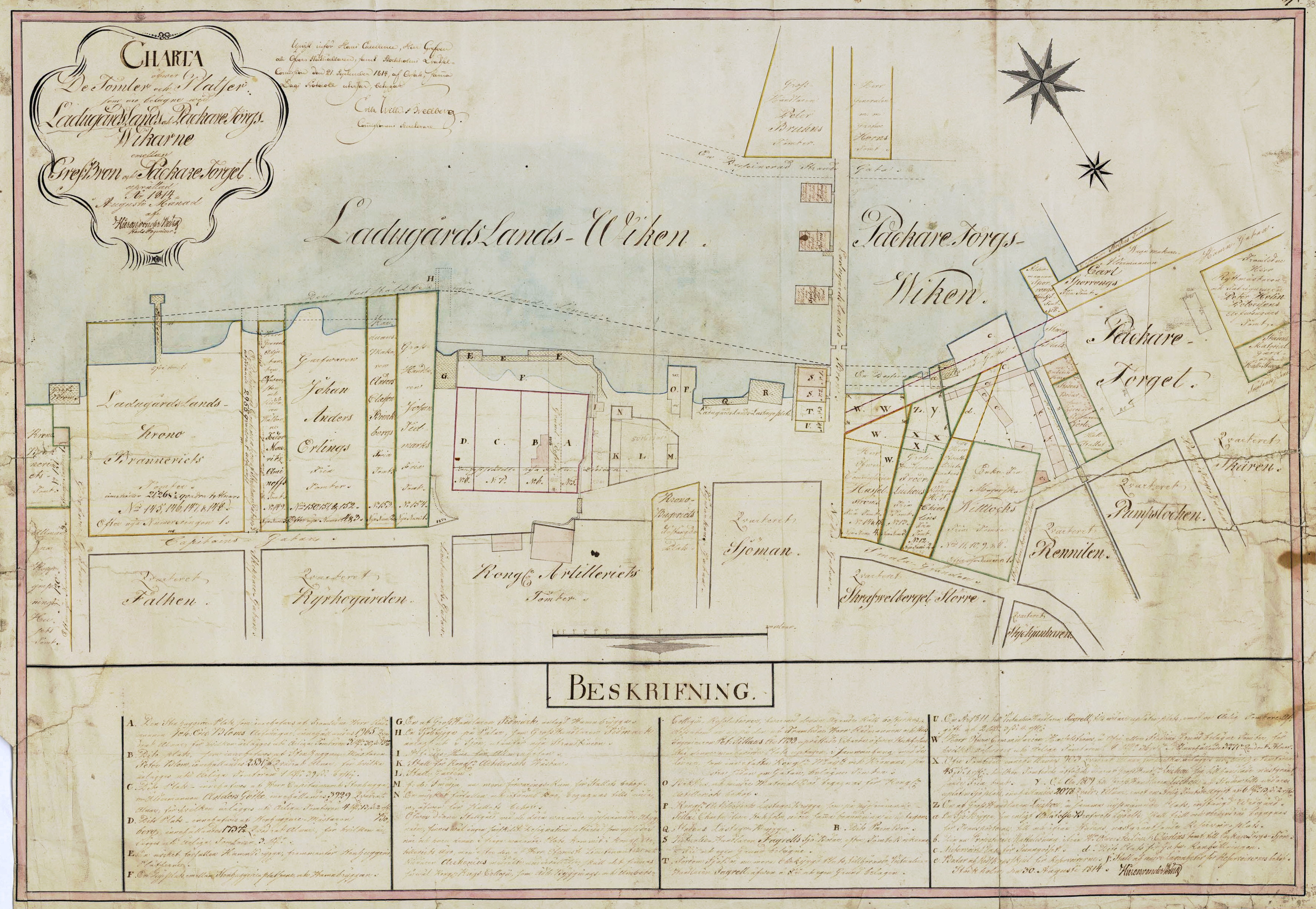
Ladulandsgårdsviken och Packaretorgsviken 1814. Notera kompassrosens riktning; norrut är nedåt, snett till höger.

Packaretorgsviken (i folkmun även Katthavet) var en vik i västra delen av Ladugårdslandsviken (vars östra del numera kallas Nybroviken) i centrala Stockholm. Viken lades igen 1830 och på dess plats uppfördes 1852 Berzelii park. Idag påminner kvarteret Katthavet om detta. 

## Historik
Packaretorgsviken hade sitt namn efter Packaretorget (nuvarande Norrmalmstorg) som var Stockholms fiskmarknad. Till denna vik som var delad av en bro  mot Ladugårdslandsviken hade Träskrännilen, eller kort Rännilen sitt utlopp. Träskrännilen följde dagens Birger Jarlsgatan och avvattnade Träsket, ett vattenområde som låg vid dagens Jarlaplan, som i sin tur var en del av utloppet från Brunnsviken. Träskrännilen blev med tiden ett "avloppsdike" och det skräp som slängdes i diket gjorde att vikens inre del snabbt både växte igen och blev ökänd för sin smuts. I Packaretorgsviken tömdes allsköns avfall och åtskilliga kattor dränktes i Katthavet. Katt är även ett gammalt ord för gyttjig vattensamling, därav namnet.
När man pratade om att ersätta Ladugårdslandsbron (bron mellan Ladugårdslandet och Blasieholmen) med en järnbro, tyckte Karl XIV Johan att man lika gärna kunde fylla igen det allt mer stinkande Katthavet. I slutet av 1830-talet beslöt man därför att fylla ut området innanför bron. Arbetet gjordes av 125 indelta knektar från  Dalregementet och Hälsinglands regemente mellan 1844 och 1845. På Katthavets plats anordnades 1852 Berzelii park. I kvarteret Katthavet ligger bland annat Sankta Eugenia katolska kyrka och Berns salonger. Det staket som avgränsar Berzelii park mot Nybroplan utgörs än idag av det före detta broräcket från Ladugårdslandsbron.